# Нурыев, Ишангулы
Ишанкули Нурыев — туркменский государственный деятель. Заместитель министра нефтегазовой промышленности и минеральных ресурсов Туркменистана (2005-2007 года). Один из шести кандидатов в президенты Туркменистана.

## Биография
С 1973 года — работает на предприятия «Туркменколхозтаслама».
В 1973-1974 годах работает на деревообрабатывающем предприятии Ашхабада, затем водителем Центрального управления прогнозирования Туркменистана.
В 1974—1979 годах обучался в Туркменском политехническом институте по специальности «горный инженер» (бурение нефтяных и газовых скважин).
В 1989 работал буровым мастером, инженером этрапской инженерно-технической службы нефтеразведочной экспедиции производственного объединения «Туркменгеология».
В 1989—1993 годах — начальник центральной инженерно-технической службы Восточной экспедиции глубокого бурения объединения «Туркменгеология». 
В 1993—2005 годах — главный инженер Каракумского управления механизированных работ, инженер гидрогеологического треста, начальник военизированной службы по борьбе против нефтегазовых фонтанов.
С2005 — государственный министр — председатель Государственной корпорации «Туркменгеология».
С декабря 2005 года по март 2007 года — заместитель министра нефтегазовой промышленности и минеральных ресурсов Туркменистана.

## Участие в президентских выборах
Участвовал в выборах президента Туркменистана 2007 года. На выборах президента Туркменистана 11 февраля 2007 года набрав 2,38% голосов, занял третье место (победил Бердымухамедов).
Был арестован через месяц после выборов и осуждён на длительный срок.

## Награды
- Орденом «Altyn Asyr» III степени
- Медаль «Gayrat»
- Медаль «Watana bolan söygüsi üçin»